# 克維特涅韋 (杜布諾區)
50°29′3″N 26°3′50″E / 50.48417°N 26.06389°E
克維特涅韋（烏克蘭語：Квітневе），是烏克蘭的村落，位於該國西北部羅夫諾州，由杜布諾區負責管轄，始建於1444年，面積1.36平方公里，海拔高度218米，2001年人口581，人口密度每平方公里427.2人。